# Kabinet-Ramaphosa I

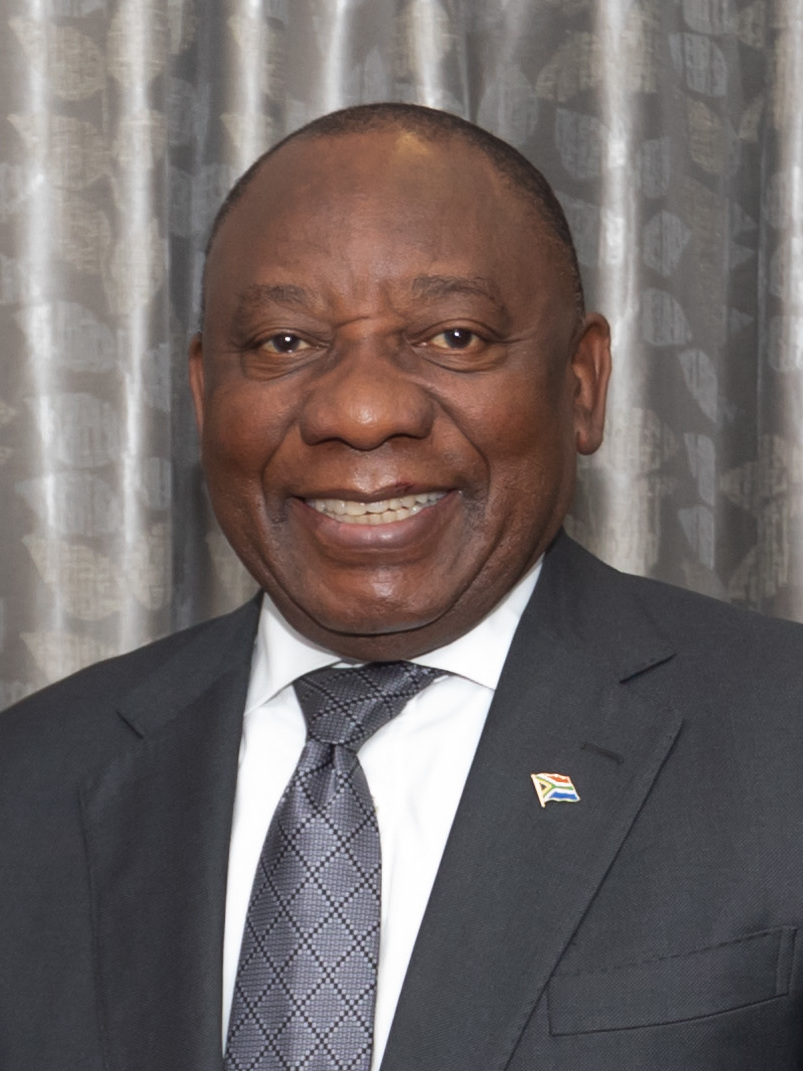
Cyril Ramaphosa

Het kabinet-Ramaphosa I was de regering van Zuid-Afrika tussen 27 februari 2018 en 29 mei 2019. Het stond onder leiding van president Cyril Ramaphosa.
Het kabinet bestond alleen uit ministers van het Afrikaans Nationaal Congres (ANC) en de Zuid-Afrikaanse Communistische Partij (SACP) en werd gevormd na het ontslag van Jacob Zuma als president en regeringsleider op 14 februari 2018. Zuma werd opgevolgd door de vicepresident van het land, adjunkpresident Cyril Ramaphosa, op 15 februari 2018. Ramaphosa kondigde op 26 februari 2018 zijn eerste kabinet aan, dat de dag nadien zijn inaugurele zitting hield.
Na de parlementsverkiezingen van 2019 werd dit kabinet opgevolgd door het kabinet-Ramaphosa II.

## Partijen
| Partij                                       | aantal ministers | aantal onderministers |
| -------------------------------------------- | ---------------- | --------------------- |
| Afrikaans Nationaal Congres (ANC)            | 32               | ?                     |
| Zuid-Afrikaanse Communistische Partij (SACP) | 3                | ?                     |
| Totaal                                       | 35               | ?                     |

Inclusief de president en vicepresident, beide lid van het ANC, was de totale kabinetsgrootte zonder onderministers 37 personen.

## Samenstelling
| Ministerspost                                                         | Naam                                      | Partij | Periode                 |
| --------------------------------------------------------------------- | ----------------------------------------- | ------ | ----------------------- |
| President                                                             | Cyril Ramaphosa                           | ANC    | sinds 2018              |
| Vicepresident                                                         | David Mabuza                              | ANC    | 2018 - 2023             |
| Minister van Planning, Monitoring en Evaluatie van het Presidentschap | Nkosazana Dlamini-Zuma                    | ANC    | 2018 - 2019             |
| Minister van Vrouwenzaken in het Kantoor van de President             | Bathabile Dlamini                         | ANC    | 2018 - 2019             |
| Minister van Arbeid                                                   | Mildred Oliphant                          | ANC    | 2010 - 2019             |
| Minister van Basisonderwijs                                           | Angie Motshekga                           | ANC    | 2009 - 2024             |
| Minister van Binnenlandse Zaken                                       | Malusi Gigaba Siyaboga Cwele              | ANC    | 2018 2018 - 2019        |
| Minister van Communicatie                                             | Nomvula Mokonyane Stella Ndabeni-Abrahams | ANC    | 2018 2018 - 2021        |
| Minister van Defensie en Oorlogsveteranen                             | Nosiviwe Mapisa-Nqakula                   | ANC    | 2012 - 2021             |
| Minister van Economische Ontwikkeling                                 | Ebrahim Patel                             | ANC    | 2009 - 2019             |
| Minister van Energie                                                  | Jeff Radebe                               | SACP   | 2018 - 2019             |
| Minister van Financiën                                                | Nhlanhla Nene Tito Mboweni                | ANC    | 2018 2018 - 2021        |
| Minister van Gezondheid                                               | Aaron Motsoaledi                          | ANC    | 2009 - 2019             |
| Minister van Handel en Industrie                                      | Rob Davies                                | SACP   | 2009 - 2019             |
| Minister van Hoger Onderwijs en Training                              | Naledi Pandor                             | ANC    | 2018 - 2019             |
| Minister van Internationale Betrekkingen en Samenwerking              | Lindiwe Sisulu                            | ANC    | 2018 - 2019             |
| Minister van Justitie en Gevangeniswezen                              | Michael Masutha                           | ANC    | 2014 - 2019             |
| Minister van Landbouw, Bosbouw en Visserij                            | Senzeni Zokwana                           | ANC    | 2014 - 2019             |
| Minister van Landelijke Ontwikkeling en Grondhervorming               | Maite Nkoana-Mashabane                    | ANC    | 2018 - 2019             |
| Minister van Menselijke Nederzettingen                                | Nomaindia Mfeketo                         | ANC    | 2018 - 2019             |
| Minister van Milieu                                                   | Edna Molewa Nomvula Mokonyane             | ANC    | 2014 - 2018 2018 - 2019 |
| Minister van Minerale Bronnen                                         | Gwede Mantashe                            | ANC    | 2018 - 2024             |
| Minister van Openbare Werken                                          | Thulas Nxesi                              | ANC    | 2018 - 2019             |
| Minister van Ontwikkeling van Kleine Ondernemingen                    | Lindiwe Zulu                              | ANC    | 2014 - 2019             |
| Minister van Overheidscoöperatie en Traditionele Zaken                | Zweli Mkhize                              | ANC    | 2018 - 2019             |
| Minister van Politie                                                  | Bheki Cele                                | ANC    | 2018 - 2024             |
| Minister van Schone Kunsten en Cultuur                                | Nathi Mthethwa                            | ANC    | 2014 - 2019             |
| Minister van Sociale Ontwikkeling                                     | Susan Shabangu                            | ANC    | 2018 - 2019             |
| Minister van Sport en Recreatie                                       | Tokozile Xasa                             | ANC    | 2018 - 2019             |
| Minister van Staatsbedrijven                                          | Pravin Gordhan                            | ANC    | 2018 - 2024             |
| Minister van Staatsdienst en Administratie                            | Ayanda Dlodlo                             | ANC    | 2018 - 2019             |
| Minister van Staatsveiligheid                                         | Dipuo Letsatsi-Duba                       | ANC    | 2018 - 2019             |
| Minister van Telecommunicatie en Postdiensten                         | Siyabonga Cwele                           | ANC    | 2014 - 2018             |
| Minister van Toerisme                                                 | Derek Hanekom                             | ANC    | 2018 - 2019             |
| Minister van Transport                                                | Blade Nzimande                            | SACP   | 2018 - 2019             |
| Minister van Water en Sanitaire Voorzieningen                         | Gugile Nkwinti                            | ANC    | 2018 - 2019             |
| Minister van Wetenschappen en Technologie                             | Mmamoloko Kubayi                          | ANC    | 2018 - 2019             |